# Культура буддизму
Буддійська культура — поняття, що об'єднує буддійську філософію, буддійське мистецтво і буддійську літературу.

## Буддійська філософія
Буддійська філософія — система раціонально обґрунтованих поглядів на світ, людини та пізнання, що склалася в рамках різних направлень та шкіл буддизму. Філософська доктрина буддизму стверджує, що життя людини повне страждань, і важливо покласти їм край. Не теоретизування про душу і світ, а пошук шляху звільнення людини від страждань є справжнім призначенням людини. Буддійська ідея звільнення людини від страждань так чи інакше поділялася практично всіма філософськими системами Стародавньої Індії, лише теоретичне підґрунтя ідеї викликало заперечення прихильників ортодоксальних вчень. На противагу брахманізму, буддизм декларував рівність людей незалежно від станової та кастової приналежності, а також виступав проти доктрини атмана, субстанційного «Я», душі, всепроникної і постійної духовної першооснови. Найважливішу роль у розвитку буддійської філософії відіграли хінаянські школи вайбгашика та саутрантіка і махаянські мадг'яміка та йогачара.